# Нојеркирх
Нојеркирх (њем. Neuerkirch) општина је у њемачкој савезној држави Рајна-Палатинат. Једно је од 134 општинска средишта округа Рајн-Хунсрик. Према процјени из 2010. у општини је живјело 283 становника. Посједује регионалну шифру (AGS) 7140101.

## Географски и демографски подаци
Нојеркирх се налази у савезној држави Рајна-Палатинат у округу Рајн-Хунсрик. Општина се налази на надморској висини од 360 метара. Површина општине износи 5,3 km². У самом мјесту је, према процјени из 2010. године, живјело 283 становника. Просјечна густина становништва износи 54 становника/km².